# Batalla de Ballon
La batalla de Ballon fue una batalla que enfrentó a las tropas francas de Carlos el Calvo con los bretones de Nominoe, concluyendo en una victoria de este último, y tuvo lugar el día 22 de noviembre del año 845.

## Antecedentes
En 840, tras la muerte de Ludovico Pío, Nominoé, quien era conde de Vannes y missus dominicus para Bretaña desde 826, se mantuvo a la expectativa en las luchas que desgarraron y enfrentaron entre sí a los herederos del emperador. Tras haber basculado entre los diversos partidos, aceptó finalmente prestar juramento a Carlos el Calvo en enero del año 841. Parece posible que enviase un contingente (que incluso es posible que mandase él personalmente) de bretones a la batalla de Fontenoy-en-Puisaye, acontecida en el 841, que finalizó con una hecatombe.
Ricouin, que fuera el último prefecto de la marca de Bretaña, había caído en combate en la batalla de Fontenoy, y su hijo Lamberto solicitó hacerse cargo de las labores de su padre como prefecto. Sin embargo, el rey Carlos el Calvo se negó, ya que dudaba de la lealtad de Lamberto, de quien se decía había recibido una educación propia de un auténtico bretón, y decidió nombrar para el cargo a Renaud, conde de Herbauge, que había destacado en las luchas contra los invasores vikingos. Ante estos hechos, Lamberto optó por refugiarse en Bretaña.

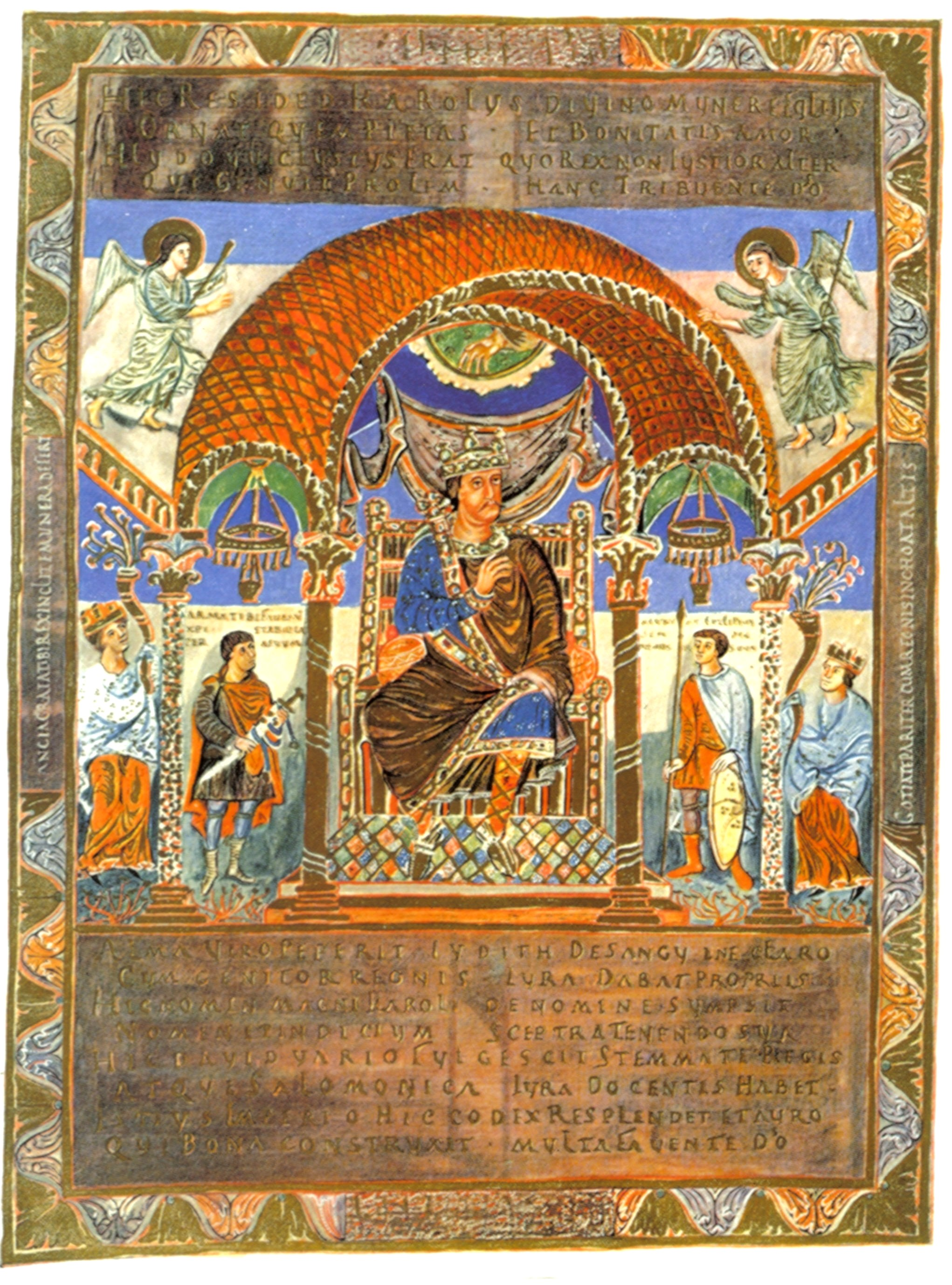
Imagen de Carlos el Calvo, en una miniatura realizada en Reims en el 870, en el Codex Aureus de Saint Emmeram, conservado en la Bayerische Staatsbibliothek de Múnich.

Los príncipes francos terminaron por ponerse de acuerdo entre ellos en el año 843, mediante la firma del Tratado de Verdún, según las cláusulas del cual la parte occidental de la herencia carolingia pasaba a manos de Carlos el Calvo. Habiendo caído gravemente enfermo por esas fechas Nominoé, Renaud pensó que había llegado el momento propicio para desembarazarse de él, dudando acaso de su fidelidad (aunque Nominoé parecía a priori servir la causa del rey Carlos) o, más posiblemente, deseando aporpiarse de su cargo al frente del territorio de Armórica. Sin embargo, la iniciativa de Renaud acabó rápidamente en un desastre: apoyado por Lamberto y una tropa de sus fieles, Erispoe, hijo de Nominoé, mató a Renaud y masacró a sus hombres en los pantanos de Messac. Lamberto ocupó incluso brevemente la ciudad de Nantes, que Carlos confió rápidamente a Hervé, el hijo mayor de Renaud. Carlos había perdido con todo este asunto no sólo a un general sumamente valioso, sino que especialmente había perdido la paz con los bretones.
Ante la agresión sufrida, Nominoé se consideró liberado del juramento de fidelidad que había prestado a los carolingios. De este modo, apoyó a Lamberto en el 844, cuando las tropas bretonas contribuyeron a la derrota y muerte de Hervé. Encontrándose en plena campaña militar en Aquitania, Carlos no pudo reaccionar. Tras conocer las dificultades que el rey padeció en la ciudad de Toulouse, Nominoé prosiguió con su ofensiva, pasando todo el Maine a sangre y fuego.
En el año 845, Carlos concluyó la paz con Pipino II de Aquitania, reconciliándose además con Lamberto. En el mes de noviembre, debía dirigirse a la ciudad de Tours para la celebración de la festividad de San Martín, pero lo canceló en el último momento, tras haber sido avisado de que un partido bretón deseaba hacer defección a Nominoé, por lo que decidió partir de inmediato en su ayuda.

## Las fuerzas en presencia
Los efectivos que combatieron en cada campo nos son poco conocidos; en cualquier caso, la hueste real ya no podía estar al completo en el mes de noviembre y, atendiendo a la improvisación que presidió su acción militar, los francos debían ser poco numerosos, alrededor de 3.000 hombres (5 o 6 condados), muy posiblemente menos todavía. La estimación de su número resulta todavía más aventurada por lo que respecta a los bretones, cuyo ejército en esa época se cree estaba formado únicamente por caballería ligera, y que sin duda disponía de menos efectivos todavía.

## La batalla
Nominoé atrajo al rey Carlos a la zona pantanosa existente en la confluencia de los ríos Oust y Aff, no lejos de la abadía de Ballon (de la que procede el nombre por el que se conoce a la batalla). Se trató de una auténtica encerrona, en la que los bretones utilizaron a la perfección su conocimiento de las marismas para lograr derrotar a los francos.
Se dispone de pocos detalles sobre el desarrollo de la batalla. Según los Annales Bertiniani:
«Carlos había atacado imprudentemente la Bretaña de las Galias con fuerzas limitadas, y los suyos flaquearon por un golpe adverso de la fortuna (…) »
Según los Anales de Fontenelle:
«(…), los francos habían entrado en Bretaña, trabaron combate con los bretones, el 22 de noviembre; ayudados por la dificultad del terreno y por las marismas, los bretones resultaron ser los mejores.»

## Consecuencias
Tras haber circulado el rumor que indicaba que había muerto en la batalla, Carlos hizo su aparición en el Maine. Reconstituyó su ejército, pero se vio obligado a esperar hasta la celebración de una asamblea de tipo feudal en Épernay antes de volver a dirigirse de nuevo contra Bretaña, a finales del verano de 846. Una vez allí, concluyó un tratado repleto de juramentos con Nominoé, cuyas cláusulas exactas nos son hoy en día igualmente desconocidas.
A pesar de unas condiciones que podríamos considerar como propias de una guerra fría, y especialmente de las incursiones bretonas llevadas a cabo por un tal Mangil en la zona normanda del Bessin en las Navidades de ese mismo año, Nominoé no rompió los acuerdos hasta el 849.
Hay que destacar que esta batalla, relativamente de poca importancia, es frecuentemente confundida con otra, que sí fue decisiva, la batalla de Jengland, que enfrentó a Erispoe, sucesor de Nominoe, y nuevamente a Carlos el Calvo, en 851. Siendo el error cometido por vez primera por A. de la Borderie en su célebre obra Histoire de la Bretagne (Historia de Bretaña), el error ha sido copiado y reproducido en varias ocasiones por diversos autores.
- Datos: Q2888101
- Multimedia: Battle of Ballon / Q2888101